# Veslebusen
Der Veslebusen (norwegisch für Kleines Gespenst) ist ein Nunatak im ostantarktischen Königin-Maud-Land. Er ragt nördlich des Storebusen im Fimbulheimen auf.
Wissenschaftler des Norwegischen Polarinstituts benannten ihn 1975.